# لوئیز فرناندو کلودینو دوس سانتوس
لوئیز فرناندو کلودینو دوس سانتوس (به انگلیسی: Luiz Fernando Claudino dos Santos)؛ (زادهٔ ۲۶ آوریل ۱۹۸۲) یک دروازه بان فوتبال و اهل برزیل است.
از باشگاه‌هایی که در آن بازی کرده‌است می‌توان به باشگاه فوتبال استقلال اهواز و باشگاه فوتبال آلومینیوم هرمزگان اشاره کرد.